# Lanko International Complex Yage Tower
La Yage Tower est un gratte-ciel de 258 mètres construit en 2010 à Chongqing en Chine.